# نيكون دي 4
نيكون دي 4 (بالإنجليزية: Nikon D4)‏ كاميرا احترافية من إنتاج شركة نيكون 16.2 ميجا بيكسل وقد طرحت في السوق في بداية 2012